# ويليام مايرون كيك
ويليام مايرون كيك (بالإنجليزية: William Myron Keck)‏ هو رائد أعمال أمريكي، ولد في 27 أبريل 1880، وتوفي في 20 أغسطس 1964 في مقاطعة لوس أنجلوس في الولايات المتحدة.